# Bipinnula plumosa
Bipinnula plumosa är en orkidéart som beskrevs av John Lindley. Bipinnula plumosa ingår i släktet Bipinnula och familjen orkidéer. Inga underarter finns listade i Catalogue of Life.